# Яворский, Лев Андреевич
Лев Андреевич Яворский (1807—1872) — протоиерей Русской православной церкви и педагог.

## Биография
Лев Яворский родился 18 февраля (2 марта) 1807 года в селе Липчаны, Подольской губернии, где отец его, священник Андрей, проводил свою многотрудную пастырскую жизнь. Таким образом, нужда была знакома Яворскому ещё с детства и это развило в нем ту твердость характера, стойкость в действиях, трудолюбие и бережливость, кои он проявлял во всю свою жизнь. Образование он получил сначала в Шаргородском духовном училище, а потом в Подольской духовной семинарии. 

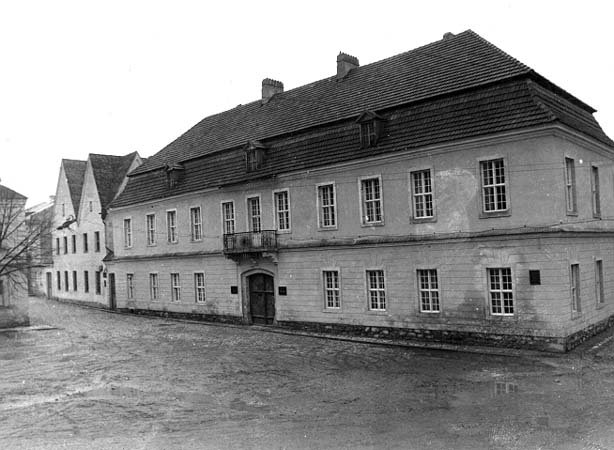
Подольская духовная семинария

По окончании в 1831 году курса богословских наук в числе первых студентов Подольской семинарии Яворский предназначался к Киевскую духовную академию, но из уважения к просьбе престарелых родителей своих, которые нуждались в сыновней помощи, отказался от этого предложения своего училищного начальства и определился на службу учителем в высшее отделение Шаргородского училища. По сложившимся обстоятельствам учительская деятельность Яворского продолжалась всего два года, но и в этот короткий период времени он успел снискать благодарную память в сердцах своих питомцев, из которых многие, состоя уже на высших постах служения церкви и государству, не покидали любви и признательности к наставнику своего детства. 
В 1834 году Яворский рукоположен был во священники к Бырловской Дмитриевской церкви, Ольгопольского уезда, и с 1834 по 1872 год посвятил себя исключительно служению церкви. Кроме того, он проходил должность благочинного сряду 20 лет (с 1840 по 1860 год). Трудолюбие, нестяжательность, довольство малым составляли отличительные его черты. Этим объясняется и то обстоятельство, что он в скромном сельце Бырловка прожил 28 лет и не искал перемещения на лучший приход. 
В кругу близко знакомых Лев Андреевич Яворский был известен своими обширными познаниями по богословию, чему немало способствовали ему отличная память и знание греческого, латинского и немецкого языков. Он не жалел своих скудных средств на покупку книг богословского содержания и оставил после себя довольно обширную библиотеку. Известно, что Яворский и сам очень много писал богословских размышлений, но обычная скромность, удерживала его от издания своих трудов. 
Награжденный за свои труды набедренником, скуфьей, камилавкой, наперсным крестом и орденом Святой Анны 3-й степени, Л. А. Яворский в 1871 году был возведен в сан протоиерея. 
В последние годы своей жизни он прилагал чрезвычайно много забот по постройке в своем приходе каменной церкви на месте старого храма. В оставшемся после его смерти завещании, по силе которого почти все имущество его распределялось на церкви, монастыри и бедных разного звания, значится и сумма в 500 рублей на постройку иконостаса в строившемся тогда храме в селе Бырловке. 
Лев Андреевич Яворский скончался 20 января (1 февраля) 1872 года.